# Elio Catania
Elio Cosimo Catania (Catania, 5 giugno 1946) è un dirigente pubblico e dirigente d'azienda italiano.
Laureato in ingegneria elettrotecnica presso l'Università La Sapienza di Roma, consegue il master's degree of management science presso la Sloan School of Management del MIT di Boston.

## Biografia
Fra i vari incarichi è stato Presidente e Amministratore di IBM, Membro del Board mondiale della IBM, nel 2004 eletto Presidente e Amministratore delle Ferrovie dello Stato Italiane, nel 2007 Presidente e Amministratore di ATM Milano. Nel maggio 2002 è entrato a far parte del consiglio direttivo di Confindustria. Dal febbraio 2003 è vice presidente di Assolombarda. A luglio 2013, l'Assemblea di Assinform, l'associazione aderente a Confindustria che raggruppa le principali imprese di Information Technology (IT) operanti in Italia, ha eletto Catania nuovo Presidente in carica per i prossimi quattro anni. Ad aprile 2014 è stato eletto presidente di Confindustria Digitale.

### Incarichi attuali
- Vice Presidente di Assonime
- Membro del Comitato Esecutivo del Consiglio per le Relazioni fra Italia e Stati Uniti
- Membro del Consiglio Direttivo di ASPHI Onlus
- Presidente del Consiglio di amministrazione di Mexedia SpA SB[1][2][3]
- Presidente del Consiglio di Amministrazione di Innovatec SpA

### Incarichi ricoperti
- Presidente di Assinform[4]
- Presidente di Confindustria Digitale
- Vice Presidente Vicario di Alitalia – Compagnia Aerea Italiana
- Membro del Consiglio di Amministrazione e del Comitato Esecutivo per Telecom Italia
- Membro del Consiglio di Gestione di Intesa Sanpaolo
- Già Coordinatore Europeo (su nomina della Commissione Europea) per l'integrazione delle infrastrutture dei trasporti nei Balcani (2009)
- Già Vice Presidente CER (Community of European Railway and Infrastructure Companies)
- Già Vice Presidente UIC (Union International des Chemins de Fer)
- Già Membro del Consiglio d'Amministrazione BNL (1999-2005)
- Già Membro del Consiglio d'Amministrazione della Università Luiss Luiss Business School

## Carriera
Inizia la sua attività professionale alla società IBM, dove ricopre importanti incarichi in Italia e all'estero. 1987 vicepresident marketing IBM Europa, 1991 vicedirettore generale IBM Italia, 1994 Presidente ed Amministratore Delegato IBM Italia, 1996 Presidente IBM Latin America, 1999 presidente IBM Italia e Sud Europa.
Entra in IBM nel 1970, quindi ha ricoperto diversi incarichi nell'area commerciale fino a diventare nel 1985 responsabile del settore Banche e Assicurazioni. Nel 1987, è nominato Vice President of Marketing della IBM Europa, con sede a Parigi. Rientra in Italia nel 1991 come Vice Direttore Generale delle Operazioni Nazionali e, nel settembre 1994, diventa amministratore delegato e direttore generale della IBM South Europe, Middle East and Africa. Nel 1996 si trasferisce negli Stati Uniti per assumere la posizione di Presidente della IBM Latin America. È di nuovo in Italia nel gennaio del 1999, in qualità di presidente e amministratore delegato, con responsabilità per l'Italia e i paesi del Mediterraneo.
Ha operato nell'HQ di Armonk (N.Y.) facendo parte del Worldwide Management Council della Corporation.
Per oltre 30 anni, ha gestito società e unità di business fino a decine di migliaia di persone, affrontando e gestendo temi di diversità culturale e complessità organizzativa e operativa.
Nel 2004 il governo guidato da Silvio Berlusconi lo nomina presidente e amministratore delegato di Ferrovie dello Stato, sostituendo Giancarlo Cimoli passato alla compagnia aerea Alitalia.
Il 26 aprile 2007 è stato nominato presidente dell'Atm Milano su proposta del sindaco di Milano Letizia Moratti. Ha iniziato, nel 2007, un progetto di rilancio della società, centrato su sviluppo, investimenti, ammodernamento dei processi industriali, servizio al cliente, innovazione e tecnologie, a recupero di una fase di staticità in cui l'impresa si era trovata.
Il 29 luglio 2011 gli è stato revocato l'incarico di Presidente dell'Atm Milano dalla giunta del Comune di Milano presieduta dal sindaco Giuliano Pisapia.

## Accuse
Secondo i sindacati - i quali a loro volta sono accusati di aver pesantemente contribuito allo stato delle cose - la situazione disastrosa delle FS è effetto sia della politica del governo Berlusconi (che ha azzerato gli investimenti nell'azienda e non ha pagato i servizi richiesti), sia della pessima gestione di Catania.
A tal proposito Franco Nasso della segreteria nazionale Filt ha affermato "Si può giustamente parlare di un concorso di colpe tra azienda e governo. Da un lato c'è stata l'opera di erosione del governo Berlusconi, che, dal 2001 a oggi, ha ridotto ripetutamente i fondi a Fs, destinati ai contratti di servizio e di programma e agli investimenti sull'infrastruttura". Solo la Finanziaria del 2005 ha tolto circa 600 milioni di euro di trasferimenti in conto esercizio, lasciando a zero gli stanziamenti per le opere sulle nuove linee Alta Velocità/Alta Capacità e per l'ammodernamento della rete tradizionale, a partire dai nodi delle grandi aree metropolitane.
Dall'altro lato ci sono gli enormi danni provocati dalla precedente gestione aziendale, (gestione Catania) "...che, anziché puntare al risanamento e al contenimento degli sprechi, ha fatto letteralmente esplodere i costi operativi, con una proliferazione dell'apparato dirigente e un incremento delle spese per appalti e forniture pari al 22 per cento".
"A causa della carenza di materiale rotabile e di personale è diminuito il numero di treni, sbagliando clamorosamente la programmazione degli orari offerti al pubblico. A una domanda crescente di servizi adeguati si è risposto con il raddoppio degli spot pubblicitari e una qualità largamente approssimativa. Tutto questo evidenzia il fallimento delle politiche aziendali". La critica sindacale continua riguardo a molti altri elementi relativi alla gestione: "congestione della rete, materiale insufficiente, degradato e con anzianità media elevata (sono tuttora in esercizio locomotori e carrozze degli anni 70), indice di puntualità e pulizia dei treni ben sotto gli standard, stazioni fatiscenti e prive di parcheggi: tanti sono gli indici negativi che ritroviamo pressoché ovunque se consideriamo lo stato delle ferrovie regione per regione".
Secondo La Voce d'Italia il dissesto del gruppo FS è dovuto ad "una sterminata galassia di società operative e di sigle sindacali", in tal modo "tra disservizi, ritardi e stipendi d'oro, le ferrovie deragliano verso il fallimento".
Secondo l'interpellanza parlamentare della seduta n. 36 del 2/8/2006 il bilancio consolidato del Gruppo FS 2005 "si è chiuso con una perdita di 465 milioni di euro contro 125 del 2004 ed i 31 del 2003, mentre le perdite di Trenitalia si attestano su circa 632 milioni di euro contro i 327 e 18 degli anni precedenti; le previsioni per il 2006 sembrano confermare il progressivo peggioramento dei conti: 1.800 milioni di euro per il gruppo FS e 1.300 per Trenitalia; questo andamento negativo nei bilanci è stato accompagnato da un progressivo deterioramento delle condizioni dei lavoratori e delle lavoratrici sia in termini di diminuzione del numero degli addetti sia in termini di aumento dell'orario e dei ritmi di lavoro, nonostante i ferrovieri italiani siano fra i più produttivi d'Europa; i contributi di Stato per unità di traffico trasportate sono fra i più bassi d'Europa mentre l'importo dei contratti di servizio con le Regioni è fermo al 1997; vi è una sostanziale diminuzione del numero dei passeggeri, tranne che per il trasporto locale, e delle merci".
I disservizi in termini di sporcizia e ritardi pesano fortemente sui treni locali. Numerosissime le proteste dei viaggiatori che, premendo sulle amministrazioni regionali, hanno condotto queste ultime a minacciare la sospensione del pagamento delle prestazioni nonché multe o la programmazione di un futuro nel quale il servizio venga affidato ad altri soggetti.
Il testo di un'interrogazione parlamentare della seduta n. 36 del 2/8/2006 afferma che "...la situazione sui treni italiani non sembra cambiare. Ad un anno dalle zecche e dalle cimici trovate su alcune vetture, la sporcizia rimane sempre la compagna di viaggio di numerosi passeggeri; questo quanto emerge da un'ispezione a sorpresa effettuata dalla società che gestisce il traffico passeggeri delle Ferrovie, che ha ingaggiato ispettori esterni e ha dato il via ai controlli sulle 13 aziende che lo scorso novembre hanno vinto gli appalti. Il risultato è da rabbrividire: questa volta non sono stati trovati animali, ma nessuna delle 261 carrozze ispezionate ha superato l'esame. La mancanza di pulizia è oscillata tra il 40 e il 70 per cento, con punte che hanno raggiunto il 100 per cento: 48 treni hanno infatti ottenuto il peggior voto possibile, «prestazione non resa»; ciò significa che i treni sono ripartiti sporchi, così come erano arrivati in stazione. Una situazione che ha spinto Trenitalia ad inviare alle società interessate dalle ispezioni una lettera in cui si minaccia la rescissione del contratto. Anche per non gettare al vento i 630 milioni di euro investiti per le operazioni di restyling e bonifica su 1.700 carrozze, avviate dopo lo scandalo cimici e zecche. Come se non bastasse, gli addetti alle pulizie che dovevano rimettere in sesto i treni fermi alla stazione di Napoli sono stati sorpresi addormentati sui sedili di prima classe. A Palermo, invece, i responsabili dell'organizzazione del lavoro non sono neppure stati trovati".
Secondo un articolo di La Repubblica del 24 dicembre 2005 l'ultimo Natale di Catania alla direzione delle FS ha mostrato la corda con treni sovraffollati bloccati nelle stazioni per protesta, "carrozze senza riscaldamento e coperte distribuite per i passeggeri"; "quarantotto ore difficili per le Ferrovie" con "ritardi, risse, attese, corse da un binario all'altro e perfino "un taxi al posto del treno, con corse mica da ridere: Bologna - Lecce o Bologna - Salerno" a carico di Trenitalia.
Il trattamento economico di Catania alle Ferrovie ha destato scalpore per il fisso, per i bonus e per la liquidazione percepita (6 milioni 700 000 euro).
L'On. Donatella Poretti (Rosa nel Pugno) chiedendo al ministero dell'Economia lumi sulla questione ha ricevuto per risposta dal sottosegretario Massimo Tononi che la cifra della liquidazione "...è relativa sia al rapporto di amministrazione che a quello di lavoro subordinato; non è possibile fornire ulteriori dettagli in quanto una clausola di riservatezza contenuta nel contratto di lavoro, stipulato in sede di assunzione dell´incarico, ne impedisce la diffusione".Inoltre "...in aggiunta alla remunerazione fissa, è sempre prevista la corresponsione di una remunerazione variabile... che si attesta nel 50% della parte fissa. La quota variabile è collegata al raggiungimento di obiettivi economico-finanziari o di qualità del servizio, ricavati dagli strumenti di pianificazione strategica ed operativa dell'azienda".